# كونت أوريم
كونت أوريم (البرتغالية:Conde de Ourém)؛ هو لقب نبيل منح في 1370 من قبل الملك فرناندو الأول من البرتغال إلى الدوم جواو أفونسو تيلو عم الملكة ليونور تيليس، والذي أصبح في وقت لاحق رابع كونت بارسيلوس.

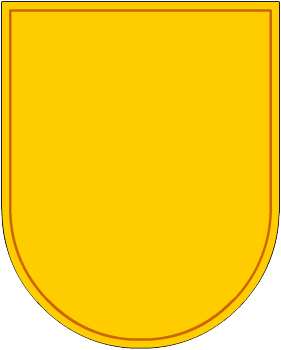
شعار عائلة مينيزيس، أول من حملوا لقب كونت أوريم.

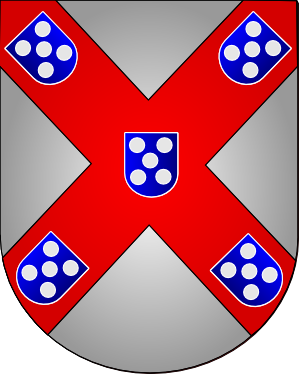
شعار دوقاب براغانزا عندما ورثوا الكونتية.

وبعد ذلك انتقل اللقب إلى جواو فرينادينز أنديرو (هو نبيل جاليقي، وأيضا كان عشيق الملكة)؛ وعندما استولى جواو الأول ملك البرتغال على العرش في 1386 ورثه إلى كونستابل نونو ألفاريز بيريرا، وعند زواج دوق براغانزا الأول من أبنة كونستابل أصبح اللقب جزءاً من ألقاب الفرعية لأسرة براغانزا.
في 1483 خلال حُكم على فرناندو الثاني من براغانزا الخيانة من قبل الملك جواو الثاني تم مصادرة ممتلكات أسرة منها اللقب أيضا، والذي مُنح إلى بيدرو دي مينيزيس حفيد جواو أفونسو، كونت أوريم الأول.
وعندما ورث مانويل الأول ملك البرتغال العرش، استعادة أسرة براغانزا ممتلكاتها؛ وبما في ذلك هذا اللقب.

## قائمة الكونتات
- جواو أفونسو تيلو (1310-1381)؛ كونت بارسيلوس الرابع.
- جواو فرينادينز أنديرو (1320-1383).
- نونو ألفاريز بيريرا (1360-1431)؛ كونت بارسيلوس السابع، كونت أرايولوس الثاني، كونستابل البرتغال الثاني.
- أفونسو من براغانزا (1400-1460)؛ كونت فالنزيا الأول.
- فرناندو الأول، دوق براغانزا (1403-1478).
- فرناندو الثاني، دوق براغانزا (1430-1483).
- بيدرو دي مينيزيس (1425-1499)؛ كونت فيلا ريال الأول.
- خايمي، دوق براغانزا (1479-1532).

ولاستمرار اللقب أنظر: دوقات براغانزا بعد هذا التاريخ.